# گروه کرایسا

علامت دایره کرایساو

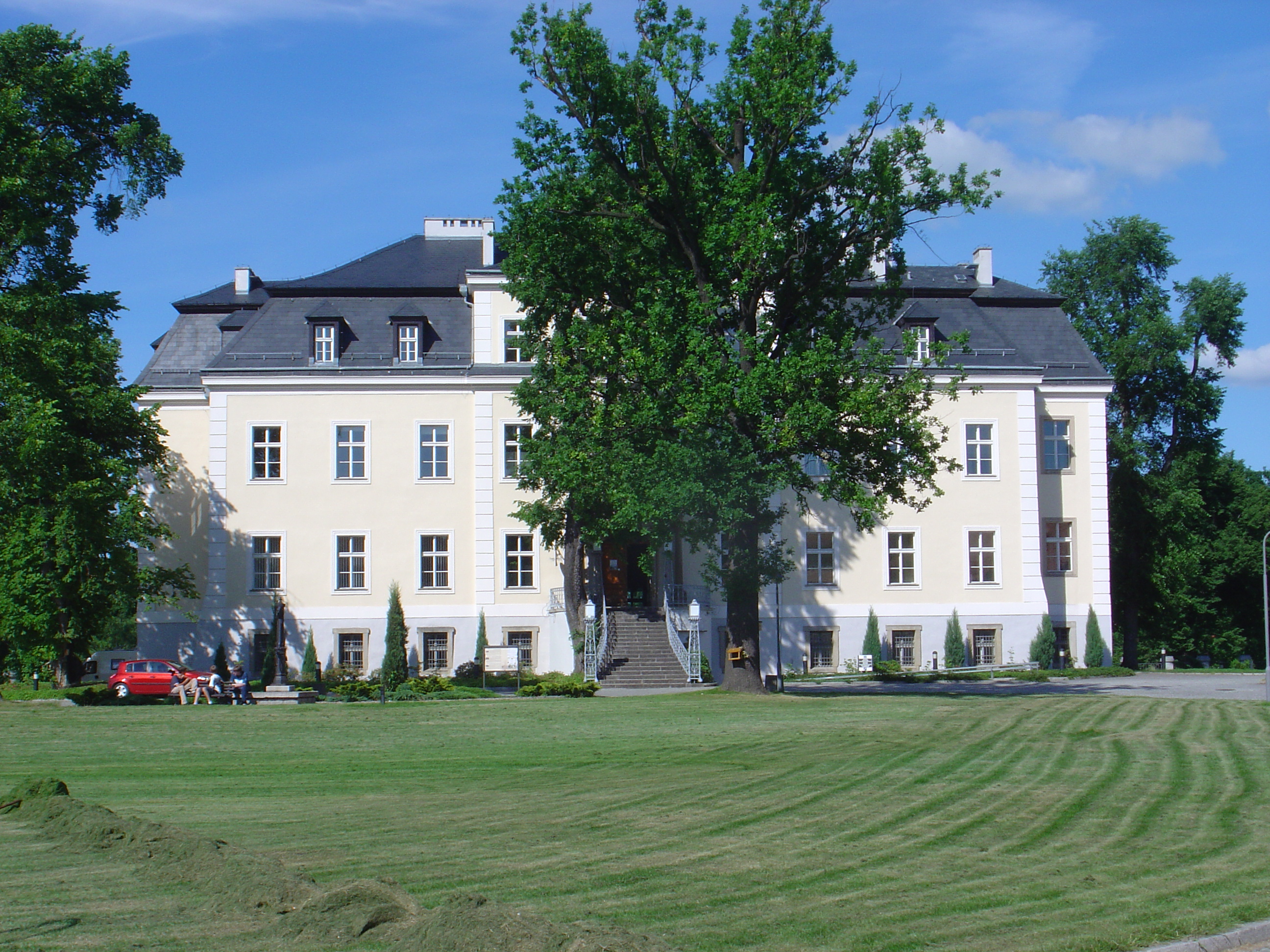
املاک هلموت جیمز فون مولتکه در سیلسیا

گروه کرایساو (به آلمانی: Kreisauer Kreis)؛ (۱۹۴۰–۱۹۴۴)  یک گروه مقاومت مدنی بود که در دوران حکومت نازی‌ها به برنامه‌ریزی برای بازآرایی سیاسی و اجتماعی پس از فروپاشی احتمالی دیکتاتوری هیتلر می‌پرداخت.این گروه توسط هلموت جیمز گراف فون مولتکه و پیتر گراف یورک فون وارتنبورگ تأسیس شد.

## تشکل گروه
این گروه از مردان و زنانی تشکیل شده بود که دارای پیشینه‌های متفاوت بودند که با نازیسم هیتلری مخالف بودند. در میان آنها، اشراف‌زاده، پروتستان، کاتولیک، متخصصان، سوسیالیست‌ها و محافظه کاران نیز وجود داشتند.
فرای اختلاف طبقاتی که میان اعضا گروه وجود داشت، ولی آنها یک انگیزه مشترک در مخالفت با نازیسم در زمینه اخلاقی و عقیدتی هیتلری داشتند. با این حال این گروه مقاومت مسلحانه و قهرآمیز را علیه هیتلر تبلیغ نمی‌کرد.
بعد از دستگیری هلموت فون مولتکه توسط گشتاپو در ژانویه ۱۹۴۴ این گروه رو به فروپاشی رفت و تعداد زیادی از اعضا نیز از جمله کلاوس فون اشتاوفنبرگ که در تلاش برای ترور هیتلر در ۲۰ ژوئیه ۱۹۴۴ شرکت داشت، دستگیر شدند.

## پیشینه فکری
اعضا این گروه به شدت تحت تأثیر جنبش مردمی در آلمان به‌طور مشخص جنبش جوانان آلمان و سوسیال مذهبی‌ها بعد از جنگ جهانی اول بودند. علیرغم انگیزه‌های مختلف عقیدتی که در این گروه بود، ولی همه آنها مقاومت دربرابر فاشیسم هیتلری را ترویج می‌کردند. هواداران خود را تشویق می‌کردند که در عقاید سیاسی خشک و سنتی خود تجدید نظر کنند و با کسانی که مخالف بودند وارد بحث شوند. این شباهت‌های بنیادین یک محیطی را ایجاد کرد تا افرادی با پیشینه‌های مختلف گرد هم آمده و در مقاومت عقیدتی و فکری علیه رایش سوم مقاومت کنند.

## اعضا
اعضای گروه کرایساو متنوع بودند و شامل افرادی از محافظه‌کاران تا سوسیالیست‌ها، مذهبی و غیرمذهبی، و همه موارد فوق می‌شد. اگرچه فریا فون مولتکه، هلموت فون مولتکه، پیتر فون یورک و ماریون فون یورک در مرکز این گروه بودند، اما این گروه بیشتر یک شبکه از دوستان بود تا یک سازمان رسمی. فریا فون مولتکه گفت که همسرش و یورک به دنبال افرادی بودند که «معترض بودند، با نازیسم مخالف بودند و تلاش می‌کردند یک آلمان بهتر فراتر از نازیسم را تصور کنند، که در آن زمان کاملاً غیرممکن به نظر می‌رسید». تفاوت‌های آن‌ها ارزشمند بود زیرا مولتکه و یورک معتقد بودند که بحث به آن‌ها کمک خواهد کرد تا به هدف مشترک خود برای یک آلمان بهتر پس از پایان رایش دست یابند.

### هلموت جیمز گراف فون مولتکه

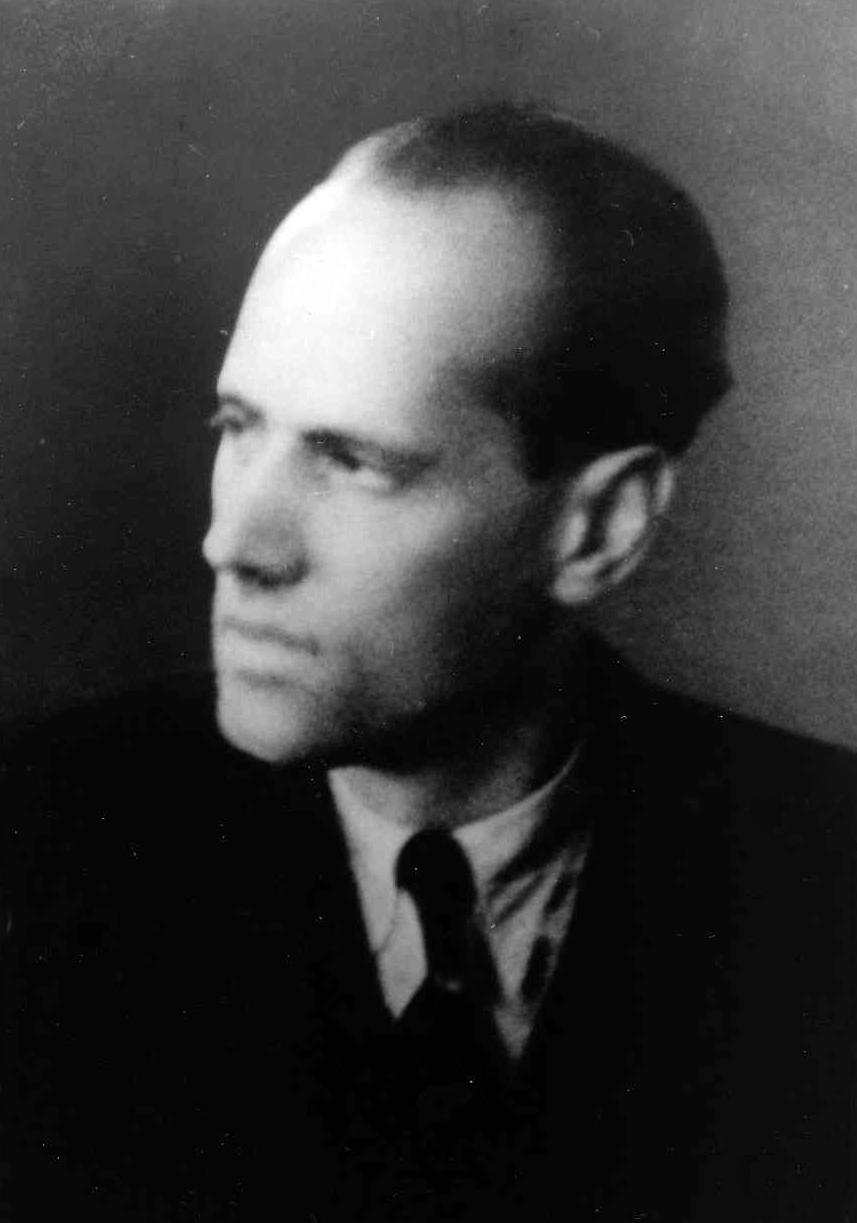
هلموت جیمز گراف فون مولتکه

هلموت جیمز گراف فون مولتکه در ۱۱ مارس ۱۹۰۷ در کرایساو، سیلسیا، در یکی از خانواده‌های نظامی شناخته‌شده پروس متولد شد. خانواده مولتکه بحث و گفتگو را تشویق می‌کردند. به عنوان مثال، اگرچه هر دو والد مولتکه مسیحی دانشمند بودند، او در سن ۱۴ سالگی مسیحی انجیلی شد. او از سال ۱۹۲۵ تا ۱۹۲۹ در دانشگاه تحصیل کرد و در رشته‌های حقوق و علوم سیاسی تحصیل کرد. در این مدت، او به یک رهبر مهم گروه‌های کاری لوونبرگ تبدیل شد. او همچنین در سال ۱۹۲۹ جذب گروه بحثی روشنفکرانه شوارزوالد شد که توسط اوگنی شوارزوالد رهبری می‌شد و در آنجا با همسر آینده‌اش، فریا دایچمان آشنا شد. بعداً همان سال، هلموت مجبور شد برای اداره ملک خانوادگی خود به کرایساو بازگردد. او در ۱۸ اکتبر ۱۹۳۱ با فریا ازدواج کرد. در سال ۱۹۳۲، ملک کرایساو تثبیت شده بود و به هلموت اجازه داد تا کار خود را در زمینه حقوق در برلین از سر بگیرد. او در نهایت همراه با همکار خود، کارل فون لوینسکی، یک شرکت خصوصی برای انجام حقوق بین‌الملل افتتاح کرد. در این حرفه، مولتکه به مهاجران یهودی کمک کرد تا از رژیم نازی فرار کنند، علی‌رغم تهدید آشکار که این امر برای امنیت خودش ایجاد می‌کرد.
از سال ۱۹۳۵ تا ۱۹۳۸، او در انگلیس به امید پیوستن به وکالت انگلیس وقت گذراند. اگرچه این برنامه‌ها با اعلام جنگ در سپتامبر ۱۹۳۹ متوقف شد، اما در این مدت بود که مولتکه بسیاری از ارتباطات خود را خارج از آلمان به دست آورد. او به برلین بازگشت و در آبور، جایی که تلاش کرد پایبندی به قوانین بین‌المللی را تضمین کند، خدمت سربازی کرد. در این مدت، مولتکه با دوستان خود از اردوگاه‌های کار سیلسیا، مانند هورست فون اینزدنل، در تماس بود. آن‌ها عمدتاً در مورد پیامدهای جامعه‌شناختی و اقتصادی رایش سوم بحث می‌کردند. در ژانویه ۱۹۴۰، مولتکه با پیتر کنت یورک فون وارتنبورگ دیدار کرد. تا نوامبر ۱۹۴۰، گروه‌های مولتکه و یورک با هم ادغام شده بودند تا گروه کرایساو را تشکیل دهند.

### پیتر گراف یورک فون وارتنبورگ

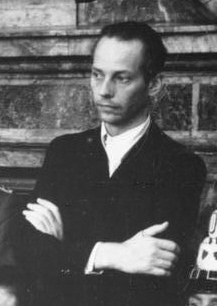
پیتر گراف یورک فون وارتنبورگ

پیتر گراف یورک فون وارتنبورگ در ۱۳ نوامبر ۱۹۰۴ در یک خانواده شناخته‌شده نجیب‌زادگان پروس متولد شد. خانواده بر اهمیت تحصیلات و هنرها تأکید می‌کردند. یورک در بُن و بُرسلاو حقوق خواند و در این مدت از جمهوری رو به زوال انتقاد کرد. پس از شب شیشه‌های شکسته در سال ۱۹۳۸ و سفری به پراگ که باعث شد او نیت‌های امپریالیستی نازی‌ها را درک کند، یورک به طور فزاینده‌ای از رژیم هیتلر ناراحت شد و شروع کرد تا گروه‌هایی از مخالفان را به خانه خود آورد تا در مورد آنچه پس از سقوط رایش سوم باید انجام شود، بحث کنند. اعضای این گروه‌های اولیه بعداً بخشی از گروه کرایساو شدند.

### کارل دیتریش فون تروتا
کارل دیتریش فون تروتا (۱۹۰۷-۱۹۵۲) پسر عموی مولتکه بود و در کرایساو بزرگ شده بود. او نیز حقوق خوانده بود و علاوه بر آن اقتصاد نیز خوانده بود و مانند یورک در وزارت اقتصاد رایش مشغول به کار بود. شخصیت او عمدتاً تحت تأثیر جنبش جوانان و کار در آموزش مردمی با اوژن روزن‌استوک-هوسی شکل گرفته بود. در گروه کرایساو، او با اینزدنل در گروه کاری اقتصاد همکاری می‌کرد که اغلب در آپارتمان تروتا برگزار می‌شد. پس از ۲۰ ژوئیه ۱۹۴۴، تروتا کشف نشد. از سال ۱۹۴۸ او در دانشگاه آلمانی علوم سیاسی در برلین تدریس می‌کرد.در طول اقامتی در ایالات متحده، او در سال ۱۹۵۲ در اثر غرق شدن درگذشت.

### هورست فون اینزدنل
هورست فون اینزدنل (۱۹۰۵-۱۹۴۷) فرزند یک زوج پزشک در درسدن بود. او حقوق و علوم سیاسی مطالعه کرد و به طور فعال در کار آموزش مردمی با روزن‌استوک-هوسی مشارکت داشت. او سفرهای مطالعاتی متعددی به کشورهای مختلف از جمله نروژ، ترکیه و ایالات متحده انجام داده بود. اینزدنل به دلیل دیدگاه سوسیالیستی-مسیحی خود، نازیسم را رد می‌کرد (او مانند تروتا نزد آدولف لووه، سوسیالیست مذهبی، تحصیل کرده بود و از سال ۱۹۳۰ عضو حزب سوسیال دموکرات آلمان بود) و به همین دلیل در سال ۱۹۳۴ از خدمت دولتی در اداره آمار رایش اخراج شد. در فعالیت‌های بعدی خود در گروه کرایساو، اینزدنل که طرفدار هدایت دولتی اقتصاد بود، گروه کاری مسائل اقتصادی را رهبری می‌کرد. او از موج دستگیری‌ها پس از ۲۰ ژوئیه ۱۹۴۴ جان سالم به در برد و در سال ۱۹۴۷ در اردوگاه ویژه ساکسن‌هاوزن شوروی درگذشت.

### آدام فون تروت زو سولز

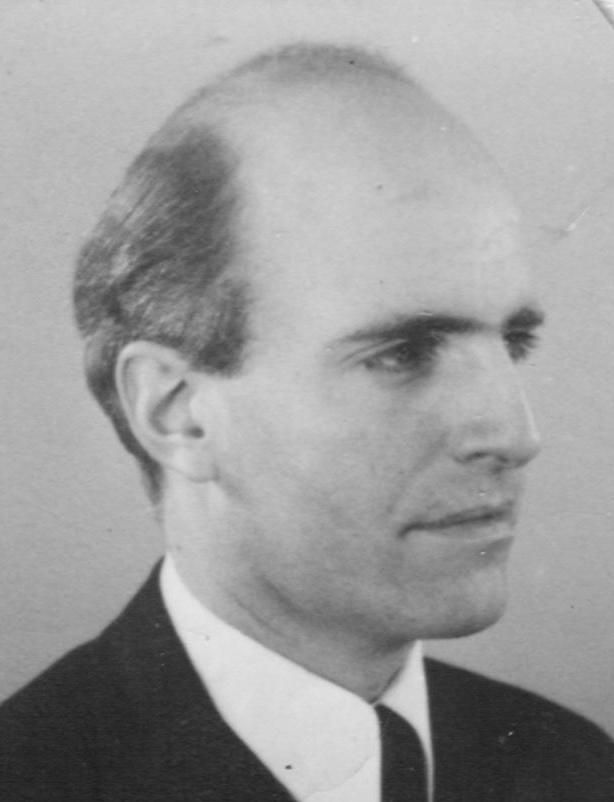
آدام فون تروت ۱۹۴۳ در سوئد

آدام فون تروت زو سولز (۱۹۰۹-۱۹۴۴) دیپلماتی بود که از خانواده‌ای اشرافی قدیمی در هسن بود. او از جمله مخالفان اولیه رژیم نازی بود و دست‌کم از سال ۱۹۳۹ به طور آشکار برای سرنگونی آن تلاش می‌کرد. او در هماهنگی نزدیک با کلاوس شنک گراف فون اشتاوفنبرگ در کودتای نافرجام ۲۰ ژوئیه ۱۹۴۴ شرکت داشت. تروت به عنوان کارمند در بخش اطلاعات وزارت امور خارجه، فرصت سفر به کشورهای بی‌طرف را داشت. او چندین بار به کشورهای سوئیس، سوئد و ترکیه سفر کرد تا برای فعالیت‌های مقاومت آلمان از حمایت خارجی درخواست کند و یادداشت‌های تهیه شده را به متفقین منتقل کند. آدام فون تروت در جلسات متعددی از اعضای گروه کرایساو در برلین و همچنین در سومین کنفرانس این گروه در ژوئن ۱۹۴۳ در کرایساو شرکت کرد. آدام فون تروت به ویژه به مفاهیم سیاست خارجی گروه کرایساو علاقه‌مند بود، به‌ویژه او برای ایجاد یک نظم صلح پایدار در اروپا تلاش می‌کرد. او پیش از این در سال ۱۹۳۹ در ایالات متحده طرح‌های گسترده‌ای برای سیاست اروپا ارائه کرده بود و این طرح‌ها را در سال‌های ۱۹۴۱ و ۱۹۴۳ در دو نوشته که در سوئیس تدوین شده بود، دقیق‌تر شرح داده بود.

### آدولف رایشواین

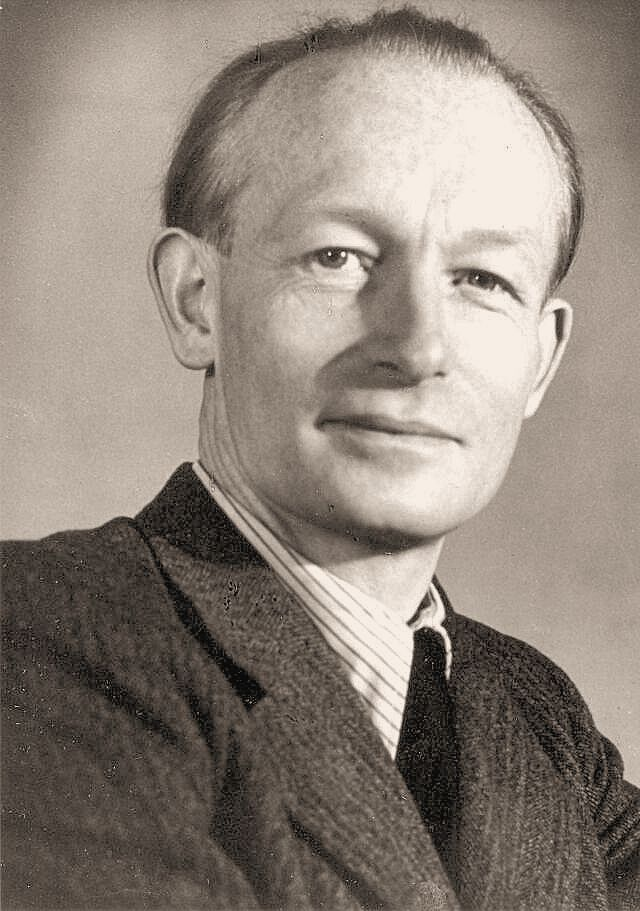
آدولف رایشواین

آدولف رایشواین (۱۸۹۸-۱۹۴۴) یک آموزگار اهل باد امس بود. وی در جوانی به جنبش واندرووگل پیوست. پس از فارغ التحصیلی از دبیرستان در سال ۱۹۱۶، داوطلب خدمت سربازی شد. او به جبهه غرب آمد و در نبرد کمبره در سال ۱۹۱۷ مجروح شد. او به عنوان یک جمهوری‌خواه و سوسیالیست، از انقلاب ۱۹۱۸ استقبال کرد. در حین تحصیل در تاریخ، اقتصاد و فلسفه، با آموزه‌های نوکانتی ارتباط برقرار کرد و تحت تأثیر شلر، ناترپ و ولترز و دیگران قرار گرفت. او همچنین با حلقه گئورگه در تماس بود. رایشواین برای مجله ماهانه سوسیالیست می نوشت، به کمونیسم و مذهب می پرداخت و برای رفع نابرابری طبقاتی تلاش می‌کرد. او خود را بخشی از جنبش سوسیالیسم مذهبی می دانست. در پایان دهه ۱۹۲۰ او از طریق ایالات متحده آمریکا، ژاپن و چین سفر کرد. پس از بازگشت در سال ۱۹۲۸، او مشاور و معتمد شخصی وزیر فرهنگ پروس بکر شد. رایشواین به SPD پیوست و کرسی استادی را در هاله پذیرفت. پس از اینکه هیتلر به عنوان صدراعظم منصوب شد، به دلایل سیاسی مجبور شد این پست را رها کند و معلم مدرسه روستایی در ورنویشن شد. او برای دایره کرایساو با میرندورف و هاوباخ تماس گرفت. پس از تماس با گروه های مقاومت کمونیستی، در سال ۱۹۴۴ دستگیر و به اعدام محکوم و اعدام شد.

### کارلو میرندروف
کارلو میرندورف (۱۸۹۷-۱۹۴۳) از گروسنهاین، رهبر کارگری، تأثیر قابل توجهی بر فعالیت‌های گروه کرایساو داشت. او که در جنگ جهانی اول شرکت کرده بود، از طرف ویلهلم دوم به طور شخصی مورد تقدیر قرار گرفت و از سال ۱۹۱۸ تا ۱۹۲۲ فلسفه و اقتصاد را مطالعه کرد. او حتی در طول جنگ نیز فعالیت‌های انتشاراتی داشت و از سال ۱۹۲۰ عضو حزب سوسیال دموکرات بود. میرندورف یکی از سرسخت‌ترین مخالفان نازیسم بود و یک سخنران توانا بود. او زودتر از دیگران به تأثیر روانشناختی نمادهای شناسایی و رسانه‌های جمعی پی برد. از نظر بلاغت و انتخاب روش، میردورف همتای گوبلز، رئیس تبلیغات حزب نازی بود و در مجلس به او گفت: "آقای گوبلز، اگر جرأت دارید به چشم یک کهنه سرباز نگاه کنید، در همین جا بمانید!"
انتشار اسناد بوکسهایم باعث شد که نازی‌ها از او متنفر شوند و پس از به قدرت رسیدن، بلافاصله او را بازداشت کردند. او سال‌های ۱۹۳۳ تا ۱۹۳۸ را در اردوگاه‌های اسیران جنگی اوستوفن، بورگرمور، بوخنوالد و لیختنبرگ گذراند. پس از آزادی، مجبور شد تحت نام مستعار زندگی کند و در یک کارخانه اس اس کار کند. با این وجود، او موفق شد ارتباطات قبلی خود را احیا کند. از طریق رایشواین به دایره کرایساو پیوست و با مولتکه رابطه شخصی برقرار کرد. مرگ میرندورف در اثر بمباران لایپزیگ در سال ۱۹۴۳ ضربه سختی به فعالیت‌های این گروه وارد آورد.

### تئودور هاوباخ
تئودور هاوباخ (۱۸۹۶-۱۹۴۵) اهل دارمشتات، یکی از دوستان نزدیک میرندورف بود. او نیز مانند میرندورف، سربازی بسیار مدال‌آور در جنگ جهانی اول و طرفدار سوسیال دموکراسی بود. هاوباخ فلسفه خواند و زیر نظر یاسپرس دکترا گرفت. او سخنوری توانا بود، اما بر خلاف دوستش میرندورف، بسیار کم‌حوصله‌تر بود. از سال ۱۹۲۷ نماینده مجلس شهر هامبورگ بود و مانند یولیوس لبر، از زمان تأسیس در اتحادیه رایشسبانر شوارز-روت-گولد فعال بود. از سال ۱۹۳۰ به‌عنوان مسئول مطبوعات در دولت پروس مشغول به کار شد و تقریباً در همان زمان در «برگ‌های جدید برای سوسیالیسم»، ارگانی از سوسیالیسم مذهبی به رهبری پل تیلیک، مشارکت داشت. پس از "تصرف قدرت" توسط نازی‌ها، مدتی زندانی شد و از سال ۱۹۳۴ تا ۱۹۳۶ در اردوگاه کار اجباری استرگوئن زندانی بود. پس از ۲۰ ژوئیه ۱۹۴۴، هاوباخ دستگیر شد، توسط فرایسلر به مرگ محکوم شد و در ۲۳ ژانویه ۱۹۴۵ اعدام شد.

### آگوستین روش
پدر آگوستین روش (۱۸۹۳-۱۹۶۱) از سال ۱۹۳۵ او نماینده‌ی عالی مقام یسوعیان در بخش بزرگی از آلمان بود. گرستن‌مایر او را قدرتمندترین مرد کاتولیسیسم آلمان توصیف کرد.او در برابر گشتاپو به طور مداوم برای برادران مذهبی تحت تعقیب و رعایت حقوق کلیسا (ر.ک. کنکوردات رایش) تلاش می‌کرد. در گروه کرایساو، روش ارتباط با مقاومت کاتولیک را حفظ کرد و در تدوین موضوعات فرقه‌ای و فرهنگی تأثیرگذار بود. پس از ۲۰ ژوئیه ۱۹۴۴، او دستگیر و شکنجه شد، اما اندکی قبل از تصرف برلین توسط ارتش سرخ آزاد شد. پس از جنگ، او تا سال ۱۹۶۱ مدیر کشوری کاریتاس بایرن بود.

### آلفرد دلپ

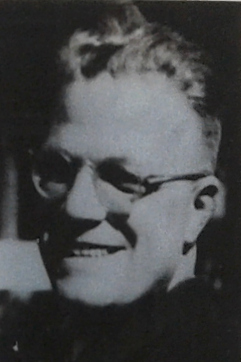
آلفرد دلپ، لوح یادبود مانهایم

آلفرد دلپ (۱۹۰۷-۱۹۴۵)، کشیش یسوعی و فیلسوف آلمانی، یکی از چهره‌های برجسته فکری گروه مقاومت کرایساو بود. او توسط آگوستین روش به عنوان نماینده کاتولیک‌ها به این گروه معرفی شد. دلپ در خانواده‌ای با ادیان مختلف بزرگ شد، اما به یسوعیان پیوست تا از محدودیت‌های بورژوایی رها شود و آگاهانه زندگی خود را وقف خدمت به دیگران کند. دلپ در دوران تحصیل (فلسفه و الهیات) با اگزیستانسیالیسم آشنا شد و کتابی درباره هایدگر نوشت. بعدها او به عنوان سردبیر در مجله معتبر کاتولیک "روح زمانه" کار می‌کرد. پس از ممنوعیت این مجله، او در سال ۱۹۴۱ برای فرار از خدمت سربازی، کشیش کلیسای بوگن‌هاوزن در مونیخ شد. دلپ در گروه کرایساو بسیار فعال بود و علاوه بر بسیاری از جلسات کوچک، در هر سه کنفرانس بزرگ نیز شرکت کرد. پس از ۲۰ ژوئیه ۱۹۴۴، او دستگیر شد، به مرگ محکوم شد و در ۲ فوریه ۱۹۴۵ اعدام شد.

### طبقه‌بندی
با توجه به سوابق زندگی که ارائه شد، اعضای دایره کرایساو را می‌توان تقریباً به شرح زیر طبقه‌بندی کرد:
- گروه اشراف: مولتکه، یورک، هافتن، تروت، اینزیدل
- گروه سوسیالیست: رایشواین، میرندورف، لبر، هاوباخ
- گروه پروتستان: پولچاو، گرستن‌مایر، اشتلتزر
- گروه کاتولیک: دلپ، روش، کنینگ، لوکاشک، فان هوسن، پترز

این صرفاً یک طبقه‌بندی بسیار کلی است. در حالی که گروه کاتولیک از نظر جهان‌بینی بهترین گروه قابل تفکیک است، انسجام از طریق عنوان "اشراف" بسیار سست است. برای مثال، اکثریت قریب به اتفاق اعضای دایره کرایساو مسیحی پروتستان بودند و برخی از اشراف مانند اینزیدل به حزب سوسیال دموکرات نزدیک بودند. با این حال، این "طبقه‌بندی" برای روشن کردن این واقعیت مفید است که در دایره کرایساو طبقات اجتماعی مختلف و گاهی متضاد با هم متحد شدند.